# اریک لوندری گریفین
اریک لوندری گریفین (انگلیسی: Eric Griffin؛ زادهٔ ۲۶ مهٔ ۱۹۹۰) بازیکن بسکتبال اهل ایالات متحده آمریکا است.